# جولیا سوکولووا
جولیا سوکولووا (انگلیسی: Jūlija Sokolova؛ زادهٔ ۱۲ دسامبر ۱۹۹۱) بازیکن فوتبال اهل لتونی است.
وی همچنین در تیم ملی فوتبال Latvia بازی کرده‌است.